# Марбл Фолс (Тексас)
Марбл Фолс (енгл. Marble Falls) град је у америчкој савезној држави Тексас. По попису становништва из 2010. у њему је живело 6.077 становника.

## Демографија
Према попису становништва из 2010. у граду је живело 6.077 становника, што је 1.118 (22,5%) становника више него 2000. године.
| Група             | 2000.         | 2010.         |
| Белци             | 3.631 (73,2%) | 4.007 (65,9%) |
| Афроамериканци    | 123 (2,5%)    | 239 (3,9%)    |
| Азијати           | 21 (0,4%)     | 48 (0,8%)     |
| Хиспаноамериканци | 1.118 (22,5%) | 1.693 (27,9%) |
| Укупно            | 4.959         | 6.077         |